# Ружјани
Ружјани (грч. Ριζοχώρι, Ризохори) је насељено место у општини Меглен у периферији Средишња Македонија, Грчка. Према попису из 2021. године било је 406 становника.
Према бугарском географу и историчару, Василу Канчову, у Ружјану је 1900. године живело 400 Словена муслимана. Мештани Ружјана су током 18. века због притиска и веће сигурности за живот прешли на ислам. Године 1924. муслиманско становништво је принудно исељено у Турску а на њихово место су насељене грчке избегличке породице из Турске, укупно 271 особа. На попису из 1928. године Ружјани су имали 298 становника.